# Oldisleben
Oldisleben ist ein Ortsteil der Stadt und Landgemeinde An der Schmücke im thüringischen Kyffhäuserkreis. Oldisleben ist aus einem Marktflecken entstanden und liegt an der Unstrut.

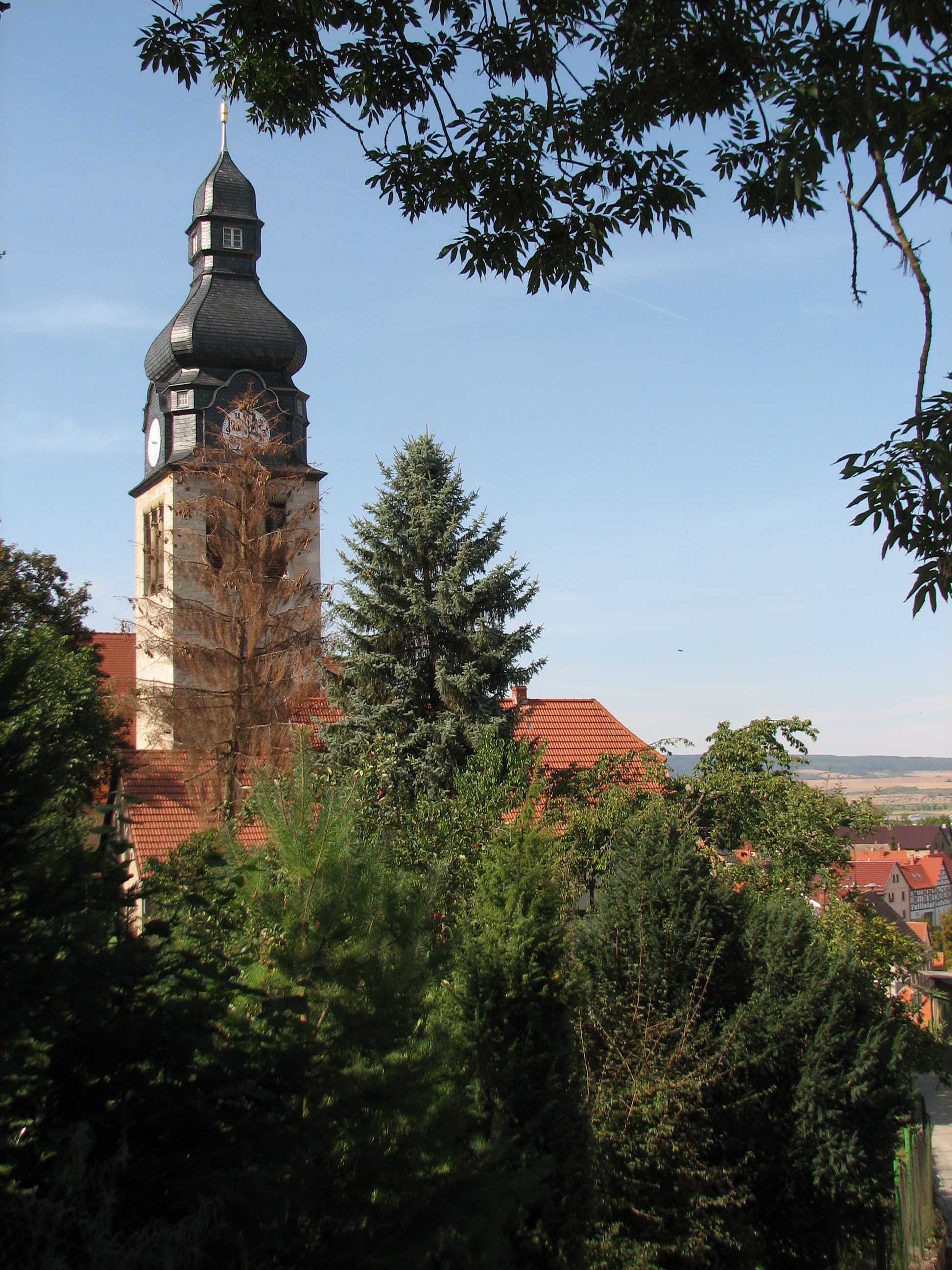
Der Kirchturm in Oldisleben (2016)

## Geografie
Oldisleben liegt am Osthang der Hainleite an der Unstrut. Die Unstrut führte vor dem Bau eines Rückhaltebeckens bei Straußfurt regelmäßig Hochwasser. Um die dann unter dem Wasserstand gelegenen Teile des Unterdorfs zu schützen, wurde ein Deich angelegt. Dieser ist durch die Straße nach Heldrungen unterbrochen. Bei Hochwasser wurde diese Durchfahrt mit Brettern und Sandsäcken geschlossen. Die Nuten für die Bretter kann man noch heute sehen.

### Gemeindegliederung
Zum Ort Oldisleben gehört der Ortsteil Sachsenburg, der direkt an der Thüringer Pforte liegt.

## Geschichte
Vorgeschichtliche Flach- und Hügelgräber und Höhensiedlungen bei Oldisleben weisen auf Siedlungen aus der Stein- und Bronzezeit hin.
Die erste urkundliche Erwähnung von Oldisleben geht auf die Gründung eines Benediktinerklosters durch Kunigunde von Weimar-Orlamünde, die Erbin der Grafschaft Beichlingen und Ehefrau des Kuno von Northeim, im Jahr 1089 zurück. Der Name des nachweislich älteren Ortes tauchte erstmals im Jahr 1101 als Adesleven auf. Parallel zur Entwicklung des Ortes wurden an der Thüringer Pforte südlich von Oldisleben zwischen dem 11. und 13. Jahrhundert die Untere und Obere Sachsenburg zur Überwachung der Verkehrswege erbaut. Im heutigen Ortsteil Sachsenburg saßen dazu die „Paßmänner“, die die Pässe der Reisenden durch die Thüringer Pforte kontrollierten und für die Ritter und Grafen das Zoll- und Geleitgeld kassierten. Die Häuser der „Paßmänner“ lagen direkt an der Durchgangsstraße und hießen Rauhäuser.
Auf Grund des angesehenen und reichen Klosters entwickelte sich der Ort zum Marktflecken. Als 1136 ein kopfgroßer Meteorit in der Nähe des Klosters niederging, riefen die Mönche zu Wallfahrten nach Oldisleben auf. Die Klosterkirche war Grablege der Gründerfamilie, Grafen von Beichlingen. 
Der Ort Oldisleben gelangte erst 1499 durch Kauf vom albertinischen Herzog Georg in den Besitz des Klosters. Das Kloster wurde im Bauernkrieg 1525 weitgehend zerstört und 1539 aufgelöst, nachdem die Bewohner des Ortes im Zuge der Reformation zum Protestantismus übergegangen waren. Die noch verbliebenen Gebäude dienten danach als Kammergut. In ihm haben sich Kellergewölbe und einige romanische und frühgotische Baureste aus der Klosterzeit erhalten. Zum Ortsnamensbestandteil -leben siehe dort.
Durch den Naumburger Vertrag trat der albertinische Kurfürst August von Sachsen im Jahr 1554 u. a. das aufgelöste Kloster Oldisleben und das benachbarte Amt Sachsenburg an die Ernestiner ab. Während letzteres in deren Besitz blieb und 1567 als „assekuriertes Amt“ in Pfandbesitz des albertinischen Kurfürstentums Sachsen kam, gelangte Oldisleben 1555 unter sächsisch-ernestinischer Oberhoheit an die Grafen von Mansfeld. 1591 kam der Ort durch Kauf zurück an die 1572 durch die Erfurter Teilung entstandene ernestinische Linie Sachsen-Weimar. Vertragsgemäß wurde die ernestinische Exklave Oldisleben im Jahre 1642 in ein „Senioratsamt“ erhoben, welches gemeinschaftlich durch die Ernestinischen Herzogtümer verwaltet wurde. Im Dreißigjährigen Krieg wurden die vier nahe gelegenen Siedlungen Kapellendorf, Möllendorf, Priesendorf und Rumsdorf durch Zerstörung zu Wüstungen.
1732 wurde der Senioratsorden gestiftet, das Senioratsverhältnis wurde 1821 durch den Arnstädter Hausvertrag aufgehoben und das Amt Oldisleben dem Großherzogtum Sachsen-Weimar-Eisenach zugeeignet.
Die heutige Kirche Sankt Johannis wurde 1910/11 erbaut, nachdem die an dieser Stelle im Jahr 1506 errichtete Kirche wegen Baufälligkeit abgerissen werden musste.
Noch vor dem Machtantritt der Nationalsozialisten im Reich wurde der KPD-Kreistagsabgeordnete Hermann Güntherodt aus Sachsenburg von Nazis ermordet. An ihn erinnert ein Denkmal und eine Siedlung, die seinen Namen trägt. An den KPD-Vorsitzenden des Ortes, der 1942 im KZ Buchenwald ums Leben kam, erinnert die Fritz-Hankel-Straße. Während des Zweiten Weltkrieges mussten etwa 800 Kriegsgefangene sowie Männer und Frauen aus zahlreichen besetzen Ländern in der Zuckerfabrik und auf den Landgütern Göhring und Schreiber Zwangsarbeit leisten.
Am 1. Januar 2019 schlossen sich die Gemeinden Oldisleben, Bretleben, Gorsleben, Hauteroda und Hemleben sowie die Landstadt Heldrungen zur neuen Stadt und Landgemeinde An der Schmücke zusammen. Die Gemeinde Oldisleben gehörte der Verwaltungsgemeinschaft An der Schmücke an.

### Bergbaugeschichte

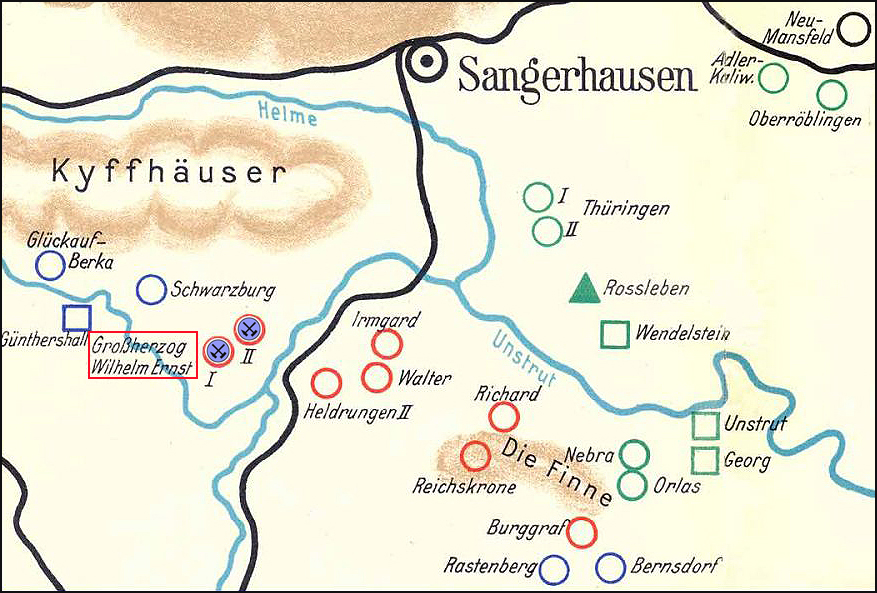
Lage der Schächte

Die beiden stillgelegten Schächte des Kaliwerkes Gewerkschaft Großherzog Wilhelm Ernst liegen unmittelbar westlich von Oldisleben (vergleiche untenstehenden Lageplan). Sie befinden sich auf dem einstigen Gebiet der „Exklave Oldisleben“.
Am 9. Dezember 1905 wurde mit dem Abteufen des Schachtes Großherzog Wilhelm Ernst I (auch als Schacht Möllendorf bezeichnet) begonnen, seine Endteufe mit 595 m erreichte man nach drei Jahren. Die zweite Schachtanlage, Schacht Großherzog Wilhelm Ernst II (auch Schacht Hainthal genannt) liegt ca. 1325 m westlich vom Schacht I. Mit seinem Abteufen begann man erst sieben Jahre später, am 6. November 1912. Seine Endteufe mit 621 m erreichte man Anfang 1914. Die Gewinnung von Carnallitit und Hartsalz erfolgte ab 1908. Das bergmännische Abbauverfahren war das Kammerbau-Verfahren. Die Verarbeitung der geförderten Salze erfolgte in der gewerkschaftseigenen Kalifabrik, zu der eine Seilbahn führte. Im Jahre 1922 wurde die Schachtanlage Großherzog Wilhelm Ernst gemäß § 83a der Stilllegungsverordnung stillgelegt.

### Eingemeindungen
1974 wurde Sachsenburg eingemeindet.

### Einwohnerentwicklung
Entwicklung der Einwohnerzahl (jeweils zum 31. Dezember):
| - 1994: 2806 - 1995: 2734 - 1996: 2706 - 1997: 2704 - 1998: 2688 - 1999: 2682 | - 2000: 2664 - 2001: 2615 - 2002: 2556 - 2003: 2515 - 2004: 2457 - 2005: 2434 | - 2006: 2409 - 2007: 2360 - 2008: 2310 - 2009: 2311 - 2010: 2278 - 2011: 2227 | - 2012: 2187 - 2013: 2178 - 2014: 2172 - 2015: 2198 - 2016: 2196 - 2017: 2196 |

 Datenquelle ab 1994: Thüringer Landesamt für Statistik

## Politik

### Ehemaliger Gemeinderat
Bei der am 7. Juni 2009 stattgefundenen Wahl konnte die CDU zum zweiten Mal in Folge Zugewinne verbuchen, diesmal von knapp sieben Prozentpunkten, und wurde damit stärkste Kraft vor der SPD, die 1999 noch mit 58,2 % der Stimmen eine deutliche absolute Mehrheit erreicht hatte, 2004 auf 47,9 % abgerutscht war und die Hälfte der Sitze erreicht hatte und nun bei neuerlichen erdrutschartigen Verlusten mit 32,6 % nur noch zweitstärkste Partei hinter der erstarkten CDU wurde. Der VIBT, der 2004 aus dem Stand 12,8 % der Stimmen erreicht hatte, steigerte dieses Ergebnis um acht Prozentpunkte und gewann einen dritten Sitz hinzu.
| Parteien und Wählergemeinschaften | Parteien und Wählergemeinschaften              | % 2009 | Sitze 2009 | % 2004 | Sitze 2004 | % 1999 | Sitze 1999 | % 1994 | Sitze 1994 | Kommunalwahl 2009 %403020100 36,5 %32,6 %20,9 %10,0 % CDUSPDVIBTLINKE/OLdGewinne und Verlusteim Vergleich zu 2004 %p 10 8 6 4 2 0 −2 −4 −6 −8−10−12−14−16+6,9 %p−15,3 %p+8,1 %p+0,2 %pCDUSPDVIBTLINKE/OLAnmerkungen:d 2004: PDS |
| CDU                               | Christlich Demokratische Union Deutschlands    | 36,5   | 5          | 29,6   | 4          | 27,2   | 4          | 30,6   | 4          | Kommunalwahl 2009 %403020100 36,5 %32,6 %20,9 %10,0 % CDUSPDVIBTLINKE/OLdGewinne und Verlusteim Vergleich zu 2004 %p 10 8 6 4 2 0 −2 −4 −6 −8−10−12−14−16+6,9 %p−15,3 %p+8,1 %p+0,2 %pCDUSPDVIBTLINKE/OLAnmerkungen:d 2004: PDS |
| SPD                               | Sozialdemokratische Partei Deutschlands        | 32,6   | 5          | 47,9   | 7          | 58,2   | 9          | 40,1   | 6          | Kommunalwahl 2009 %403020100 36,5 %32,6 %20,9 %10,0 % CDUSPDVIBTLINKE/OLdGewinne und Verlusteim Vergleich zu 2004 %p 10 8 6 4 2 0 −2 −4 −6 −8−10−12−14−16+6,9 %p−15,3 %p+8,1 %p+0,2 %pCDUSPDVIBTLINKE/OLAnmerkungen:d 2004: PDS |
| VIBT                              | Volksinteressenbund Thüringen                  | 20,9   | 3          | 12,8   | 2          | —      | —          | —      | —          | Kommunalwahl 2009 %403020100 36,5 %32,6 %20,9 %10,0 % CDUSPDVIBTLINKE/OLdGewinne und Verlusteim Vergleich zu 2004 %p 10 8 6 4 2 0 −2 −4 −6 −8−10−12−14−16+6,9 %p−15,3 %p+8,1 %p+0,2 %pCDUSPDVIBTLINKE/OLAnmerkungen:d 2004: PDS |
| LINKE/OL                          | Die Linke/Offene Liste (2004, 1999, 1994: PDS) | 10,0   | 1          | 9,8    | 1          | 10,2   | 1          | 12,7   | 2          | Kommunalwahl 2009 %403020100 36,5 %32,6 %20,9 %10,0 % CDUSPDVIBTLINKE/OLdGewinne und Verlusteim Vergleich zu 2004 %p 10 8 6 4 2 0 −2 −4 −6 −8−10−12−14−16+6,9 %p−15,3 %p+8,1 %p+0,2 %pCDUSPDVIBTLINKE/OLAnmerkungen:d 2004: PDS |
| UWGS                              |                                                | —      | —          | —      | —          | 4,4    | —          | 16,6   | 2          | Kommunalwahl 2009 %403020100 36,5 %32,6 %20,9 %10,0 % CDUSPDVIBTLINKE/OLdGewinne und Verlusteim Vergleich zu 2004 %p 10 8 6 4 2 0 −2 −4 −6 −8−10−12−14−16+6,9 %p−15,3 %p+8,1 %p+0,2 %pCDUSPDVIBTLINKE/OLAnmerkungen:d 2004: PDS |
| gesamt                            | gesamt                                         | 100,0  | 14         | 100,0  | 14         | 100,0  | 14         | 100,0  | 14         | Kommunalwahl 2009 %403020100 36,5 %32,6 %20,9 %10,0 % CDUSPDVIBTLINKE/OLdGewinne und Verlusteim Vergleich zu 2004 %p 10 8 6 4 2 0 −2 −4 −6 −8−10−12−14−16+6,9 %p−15,3 %p+8,1 %p+0,2 %pCDUSPDVIBTLINKE/OLAnmerkungen:d 2004: PDS |
| Wahlbeteiligung in %              | Wahlbeteiligung in %                           | 48,6   | 48,6       | 56,6   | 56,6       | 60,3   | 60,3       | 82,4   | 82,4       | Kommunalwahl 2009 %403020100 36,5 %32,6 %20,9 %10,0 % CDUSPDVIBTLINKE/OLdGewinne und Verlusteim Vergleich zu 2004 %p 10 8 6 4 2 0 −2 −4 −6 −8−10−12−14−16+6,9 %p−15,3 %p+8,1 %p+0,2 %pCDUSPDVIBTLINKE/OLAnmerkungen:d 2004: PDS |

### Ehemaliger Bürgermeister
Als Bürgermeister der einstigen Gemeinde Oldisleben wurde 2004 Joachim Pötzschke, SPD mit 87,8 % der gültigen Stimmen wiedergewählt.

## Kultur und Sehenswürdigkeiten

### Bauwerke

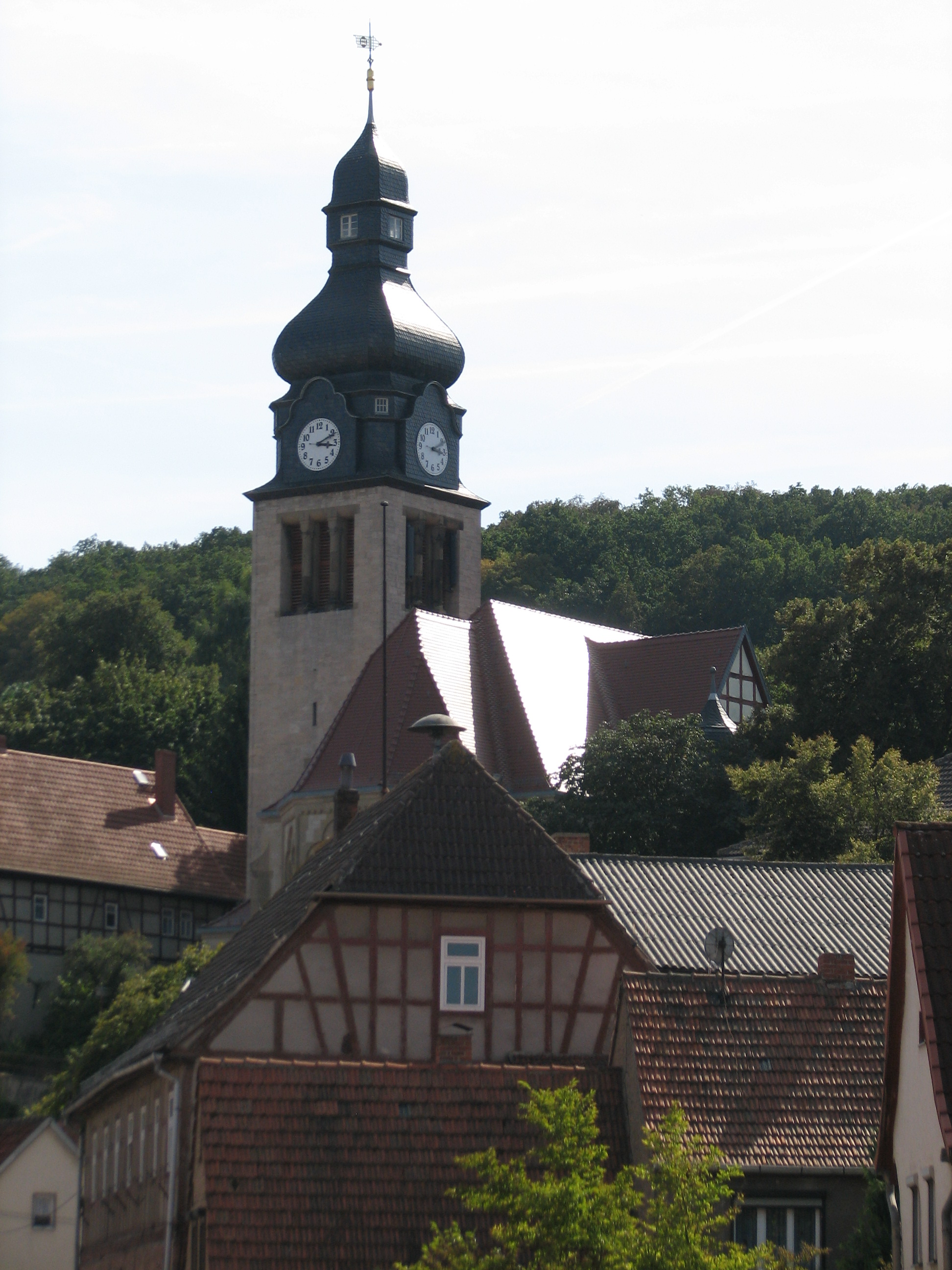
Kirche Oldisleben

Neben der St.-Johannis-Kirche und den Resten des Klosters Oldisleben gilt besonders die ehemalige Klostermühle von Bedeutung. Dort befindet sich auch der Mühlenpark, wo einige seltene Baumarten wie Götterbaum, Japanischer Schnurbaum und Ginkgo zu finden sind. Die Mühle ging im Jahre 1802 in den Privatbesitz der Familie Weineck über. Heute wird sie durch die HS Wasserwerke betrieben und genutzt.
Am Mühlenwehr komponierte im Jahre 1840 Carl Friedrich Zöllner die Melodie zu dem bekannten Volkslied Das Wandern ist des Müllers Lust.
Im Ortsteil Sachsenburg steht noch das ehemalige Geleit-, Zoll- und Gerichtshaus.

### Europäisches Zuckermuseum Oldisleben

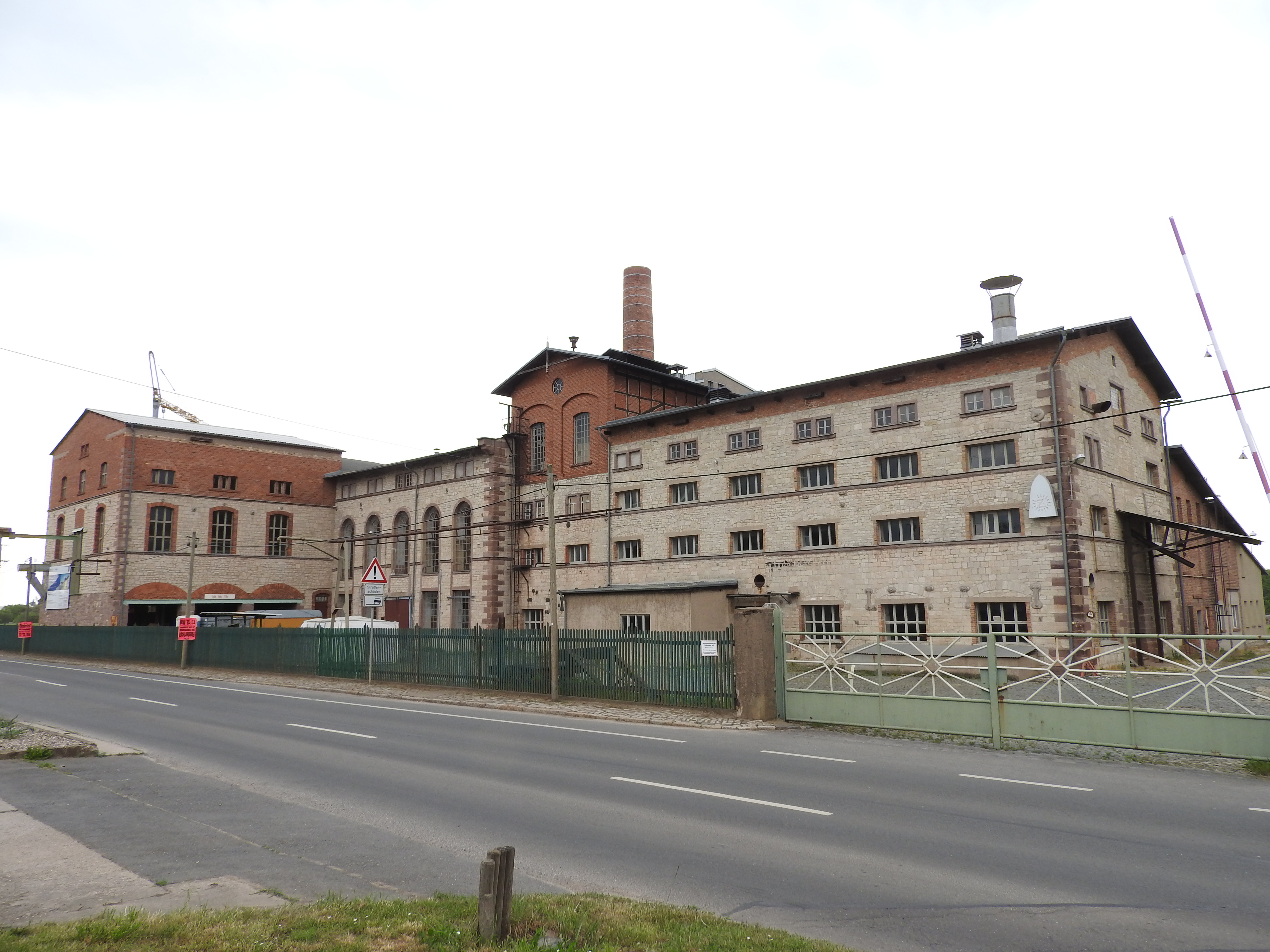
Zuckerfabrik Oldisleben, heute Europäisches Zuckermuseum

Im Jahr 1873 wurde in Oldisleben eine Zuckerfabrik gebaut. Bis zur Rübenkampagne 1990 wurde hier aus Zuckerrüben Zucker hergestellt. 1989 wurde die Fabrik unter Denkmalschutz gestellt. Die Fabrik dient als Zuckerfabrik Oldisleben als Museum.

### Regelmäßige Veranstaltungen
- Frühjahrsmarkt
- Sportwochenende VfB Oldisleben e. V. (im Juni vor dem Reiterfest). Dieser Jugend-Fußballverein wurde am 1. Januar 2014 mit dem Fairplay-Pokal geehrt
- Sommernachtsball (letztes Wochenende im Juni)
- Sommerfest
- Schützenfest (erstes Wochenende im September)
- Herbstmarkt
- Weihnachtsmarkt

## Persönlichkeiten
- Friedrich Kühmstedt (1809–1858), Organist und Komponist
- Hans Johow (Oscar Heinrich Baum) (1856–1893), Schiffbauingenieur
- Elimar Murken (1870–1946), Jurist, Bankdirektor und Mitglied des Oldenburgischen Landtags
- Erich Kober (1885–1955), Schauspieler, Regisseur und Drehbuchautor
- Harald Korall (1932–2017), Lektor, Gerichtsreporter, Redakteur, Herausgeber und Schriftsteller
- Klaus Hart (* 1949), Journalist, Auslandskorrespondent, Musikproduzent und Buchautor

## Verkehr
Der Bahnhof Oldisleben lag an der Bahnstrecke Esperstedt–Oldisleben. Der SPNV wurde 1959 und der SGV 1992 eingestellt. Die Strecke wurde 1993 stillgelegt und 2012 entwidmet.